# Keiko (kosatka)
Keiko (1977 – 12. prosince 2003) byl samec kosatky dravé známý svým účinkováním v prvních třech filmech ze série Zachraňte Willyho!.

## Život
Keiko byl chycen nedaleko Islandu v roce 1979 a prodán do islandského akvária v Hafnarfjörður. O tři roky později byl prodán do zábavního parku v Ontariu, kde začal poprvé vystupovat před publikem a vyvinuly se mu také kožní léze svědčící o špatném zdraví. V roce 1985 byl prodán do zábavního parku v Ciudad de México. V roce 1993 hrál ve filmu Zachraňte Willyho!.
Sláva plynoucí z účinkování ve filmu vedla k úsilí studia Warner Bros. najít kosatce lepší domov. Byla založena nadace a s její pomocí a s pomocí darů milionů školních dětí akvárium v Newportu v Oregonu utratilo 7 milionů dolarů, aby mohlo Keika vyléčit a vypustit ho zpět do volné přírody.
Plán vrátit ho do volné přírody se stal kontroverzním. Někteří považovali vzhledem k jeho letům v zajetí takový přesun za nemožný. Pozdější studie jim daly za pravdu. Norský politik zasazující se o lov velryb Steinar Bastesen prohlásil, že by Keiko měl být místo toho zabit a jeho maso by mělo být posláno do Afriky v rámci zahraniční pomoci. Proces přípravy přesunu Keika do volné přírody začal v září 1998, kdy byl převezen do Vestmannaeyjaru na Islandu. Při přistávání došlo k nehodě, ale Keiko nebyl zraněný. Keiko se podroboval tréninku pro život na svobodě, který zahrnoval také plavání ve volném oceánu.
V červenci 2002 během jednoho tohoto plavání trenéři Keika ztratili jeho trasu a nebyli schopni ho lokalizovat pomocí zařízení pro satelitní zaměřování, které bylo umístěné na hřbetní ploutvi kosatky. Nakonec byl nalezen 1 400 kilometrů od pobřeží Norska. V září následoval rybářskou loď do Halsy v Norsku, kde dovolil svým fanouškům si s ním hrát. Během svého pobytu v severním Atlantiku ale vyhladověl a ztratil na váze. Chovatelé se ho snažili odradit od kontaktů s lidmi a doufali, že se ho ujme nějaká skupina kosatek a dovede ho zpět na volný oceán. Ta se ale nikdy neobjevila, a tak ho nadále krmili jeho trenéři.

## Smrt
Keiko zemřel 12. prosince 2003 ve fjordu Taknes v Norsku ve věku 26 let. Jako příčina smrti byl později uveden zápal plic. Po žádostech fanoušků uspořádalo 20. února 2004 oregonské akvárium, kde Keiko dříve pobýval, vzpomínkovou bohoslužbu, které se účastnilo 700 lidí.
V Halse Keikovi místní postavili památník. Norské děti na místě, kde je pohřben, postavily mohylu.

## Filmografie
| Rok  | Film/seriál         | Role    | Poznámky                 |
| ---- | ------------------- | ------- | ------------------------ |
| 1987 | Quinceañera         | kosatka |                          |
| 1990 | Keiko en peligro    | Keiko   |                          |
| 1993 | Zachraňte Willyho!  | Willy   | uveden v titulcích       |
| 1995 | Zachraňte Willyho 2 | Willy   | nebyl uveden v titulcích |
| 1996 | Azul                | Keiko   |                          |
| 1997 | Zachraňte Willyho 3 | Willy   | nebyl uveden v titulcích |